# 馬努法希區
馬努法伊区（德頓語）是東帝汶的一個区，位於該國南部，南臨帝汶海。面積1,325平方公里，人口44,235人。首府薩姆。
下分四次區。